# 아네탄구
아네탄구(Anetan District)는 나우루 북부에 위치한 행정구로, 면적은 1.0km2, 인구는 880명이다. 기상관측소가 설치되어 있다.

## 지도

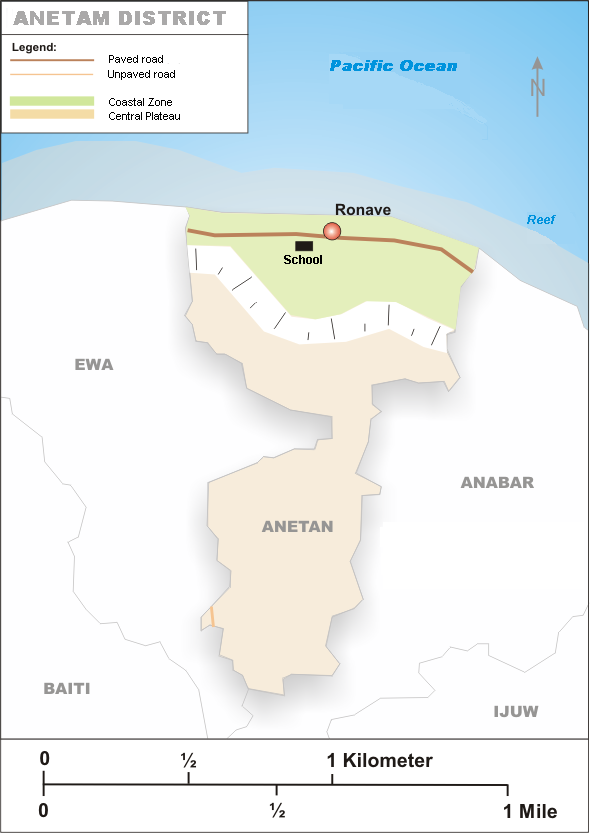
아네탄 구
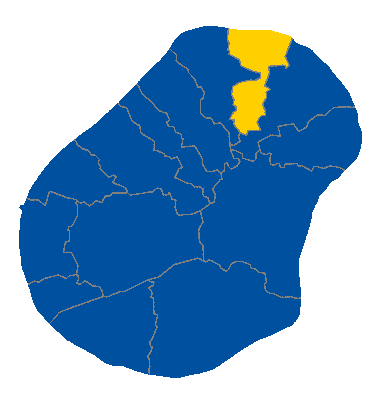
아네탄 구의 위치